# Józef Antoni Poniatowski
Józef Antoni Poniatowski, principe di Polonia e del Sacro Romano Impero (Vienna, 7 maggio 1763 – Lipsia, 19 ottobre 1813), è stato un generale polacco, maresciallo dell'Impero con Napoleone Bonaparte.
Nipote del re Stanislao II Augusto, la sua carriera militare iniziò nel 1780 nell'esercito austriaco, dove raggiunse il grado di colonnello. Nel 1789, dopo aver lasciato il servizio austriaco, si arruolò nell'esercito polacco. Poniatowski, ora al grado di generale maggiore e comandante delle Guardie reali, partecipò alla guerra polacco-russa del 1792, guidando le forze della corona in Ucraina, dove combatté una vittoriosa battaglia di Zieleńce.
Dopo l'appoggio del re alla Confederazione Targowica, Poniatowski fu costretto a dimettersi. Nel 1794 partecipò alla rivolta di Kościuszko e fu incaricato di difendere Varsavia, per la quale fu successivamente esiliato. Nel 1798 Poniatowski fu autorizzato a tornare, ma rifiutò l'offerta dello zar Alessandro I di prestare servizio nell'esercito imperiale russo.
Nel 1806, dopo la creazione del Ducato di Varsavia, Józef Poniatowski fu nominato ministro della guerra. Nel 1809 comandò un esercito di 16 000 uomini durante la guerra austro-polacca e ottenne la vittoria contro un'armata austriaca più numerosa e addestrata nella battaglia di Raszyn. Seguì l'avanzata nel territorio della Galizia. Il conflitto si concluse con una vittoria polacca che permise al Ducato di recuperare parzialmente le terre perse nelle spartizioni della Polonia.
Fedele alleato e sostenitore di Napoleone I, Poniatowski partecipò all'invasione francese della Russia. Rimase ferito durante i combattimenti a Mosca, che lo costrinsero a tornare a Varsavia, dove lavorò alla ricostruzione delle forze armate polacche destinate a combattere in Germania. Coprendo la ritirata dell'esercito francese dopo aver perso la battaglia di Lipsia, Poniatowski ferito, annegò nel fiume Elster.

## Biografia

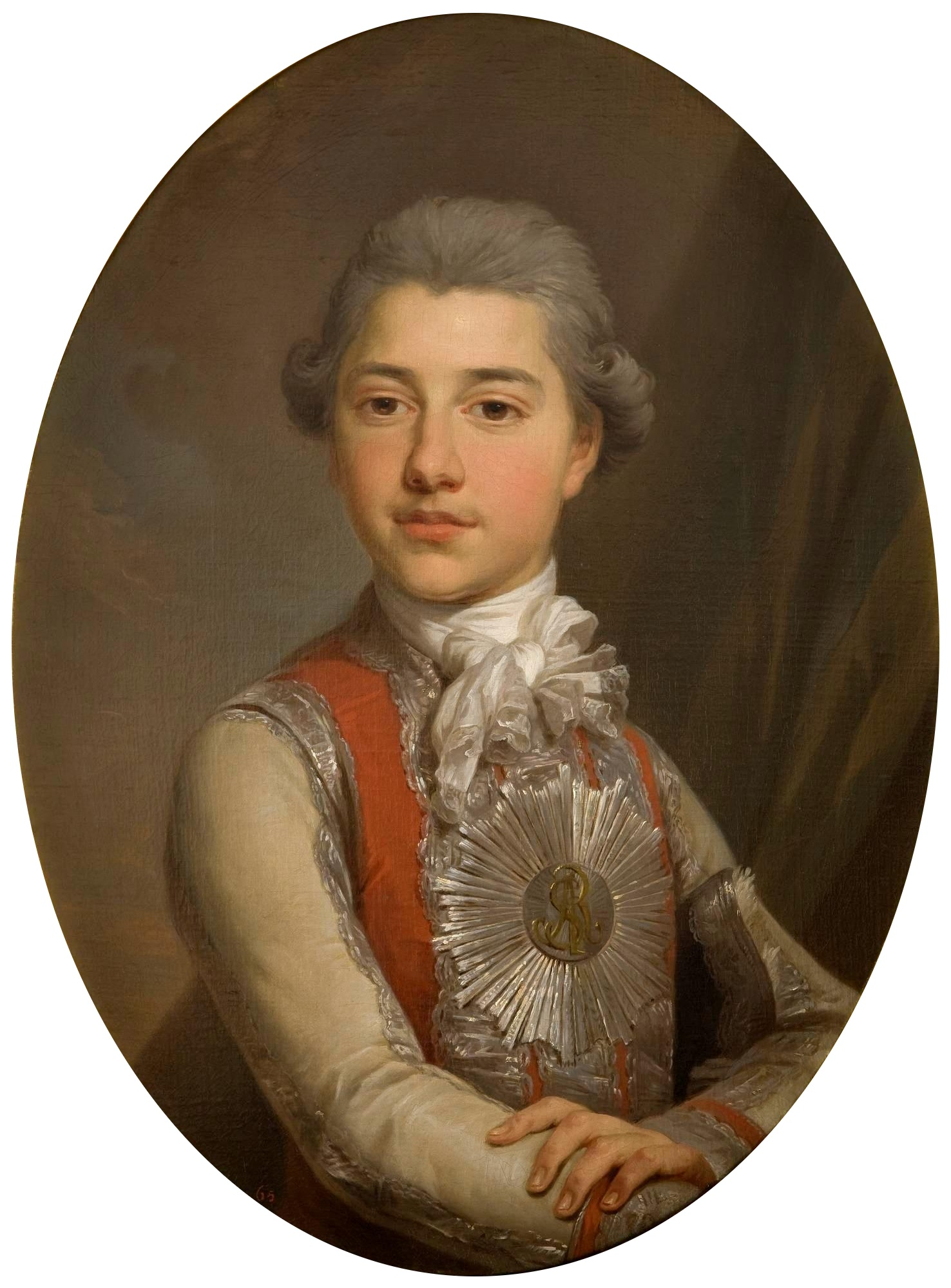
Ritratto di Poniatowski del 1778, opera di Marcello Bacciarelli

Il principe Józef Antoni nacque a Vienna, in Austria, nel Palazzo Kinsky e venne battezzato nella Schottenkirche di Vienna. Appartenente alla famiglia nobiliare dei Poniatowski, era nipote dell'ultimo re di Polonia Stanislao Augusto Poniatowski, in quanto figlio del feldmaresciallo austriaco Andrzej Poniatowski, fratello dell'ultimo re di Polonia Stanislao II Augusto (nato Stanislao Poniatowski).
Sua madre invece era la contessa Maria Teresa Kinsky von Wchinitz und Tettau, dama alla corte di Maria Teresa, appartenente all'influente famiglia aristocratica ceco-austriaca dei Kinsky.
Il padre morì quando Józef aveva dieci anni, così lo zio Stanislao divenne suo tutore e i due godettero di uno stretto rapporto personale che durò per il resto della loro vita.
L'imperatrice Maria Teresa era la madrina della sorella maggiore di Józef, che si chiamava anch'essa Maria Teresa, in onore dell'Imperatrice.
Józef crebbe a Vienna, ma trascorse parte della sua giovinezza con sua madre a Praga e successivamente con suo zio a Varsavia. Cresciuto nella società dell'antico regime, fu educato in francese e si rivolse a sua madre in questa lingua. Imparò anche il polacco, il tedesco e più tardi il russo. Da bambino acquisì il soprannome di "Principe Pepi", il diminutivo ceco di Giuseppe.
Fu educato alla carriera militare, ma imparò anche a suonare strumenti a corde e ne ebbe uno portatile che portò con sé in seguito anche durante le campagne militari.

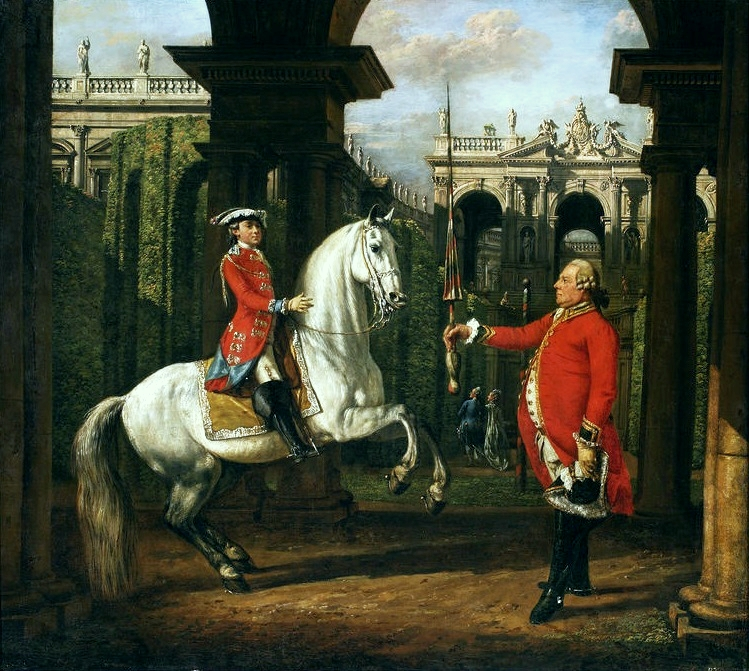
Il colonnello Königsfels insegna al principe Poniatowski a cavalcare, 1773, di Bernardo Bellotto

Fu a causa dell'influenza di re Stanislao che Poniatowski scelse di considerarsi cittadino polacco e acquisì la cittadinanza polacca all'età di 26 anni. A Vienna, rappresentò il re polacco ai funerali di Maria Teresa. Nel 1787 accompagnò suo zio a Kaniv e Kiev, in un incontro diplomatico con Caterina II di Russia.
Dopo aver scelto la carriera militare, Poniatowski si unì all'esercito imperiale austriaco, dove fu nominato luogotenente nel 1780, nel 1786/1788 venne promosso colonnello e, durante la guerra austro-turca nel 1788, fu aiutante di campo dell'Imperatore Giuseppe II. Poniatowski durante la guerra si distinse nell'assalto a Šabac il 25 aprile 1788, dove rimase gravemente ferito. Sempre qui avrebbe salvato la vita a un collega più giovane, il principe Karl Philipp Schwarzenberg . In seguito le loro strade si incrociarono ripetutamente, come alleati o nemici, come ad esempio nella battaglia di Lipsia in cui il primo perse la vita.
Convocato da suo zio e dal Sejm durante il processo di riorganizzazione dell'esercito polacco, Poniatowski tornò in Polonia. Il re aveva preso accordi precedenti con le autorità austriache per questo trasferimento, che alla fine dipendeva dalla disponibilità di suo nipote. Nell'ottobre 1789, insieme a Tadeusz Kościuszko e altri tre generali, Poniatowski ricevette il grado di maggior generale, venne nominato comandante di una divisione in Ucraina e si dedicò alla ricostruzione del piccolo, e per lungo tempo trascurato esercito della Confederazione polacco-lituana.
Ciò avvenne durante il periodo delle deliberazioni del cosiddetto Grande Sejm, conclusosi con la proclamazione della Costituzione del 3 maggio nel 1791. Poniatowski fu un entusiasta sostenitore delle riforme e membro dell'Associazione Amici della Costituzione.
Il 6 maggio 1792 Poniatowski fu nominato tenente generale e comandante dell'esercito polacco in Ucraina, con il compito di difendere il Paese dall'imminente attacco russo. Il principe Józef fu aiutato in questo da Kościuszko e Michał Wielhorski, amico in servizio austriaco. Nella guerra, combattuta in forte inferiorità numerica, venne obbligato costantemente a ritirarsi, ma contestando ogni punto di vantaggio, si rivolgeva all'inseguitore ogni volta che il russo premeva troppo da vicino e conseguì diverse vittorie notevoli.
La battaglia di Zieleńce il 18 giugno fu il primo grande scontro vittorioso delle forze polacche dai tempi di Giovanni III Sobieski. Poniatowski fu personalmente coinvolto nei combattimenti quando una delle colonne polacche vacillò. Per celebrare la vittoria e commemorare l'occasione, il re polacco istituì l'Ordine Virtuti Militari, con il quale decorò Poniatowski e Kościuszko. Nella battaglia di Dubienka combattuta da Kościuszko e dai suoi soldati il 18 luglio, la linea del fiume Bug fu difesa per cinque giorni contro l'armata russa di quattro volte superiore.
Le forze polacche conversero su Varsavia e si preparano per un impegno generale. Lì un corriere della capitale informò il comandante in capo che il re Stanislao aveva aderito alla Confederazione di Targowica e aveva promesso l'adesione anche dell'esercito polacco a essa. Tutte le ostilità dovevano quindi essere sospese.
L'esercito rimase fedele al principe Poniatowsky, e questo prese in considerazione l'idea di organizzare un colpo di stato che prevedeva il rapimento del re, ma dopo aver emesso ordini contraddittori, alla fine decise di non farlo. Presumibilmente angosciato dalla situazione politica, nell'ultima scaramuccia della guerra, combattuta a Markuszew il 26 luglio, avrebbe cercato la morte, ma venne salvato. Dopo una protesta infruttuosa, Poniatowski e la maggior parte degli altri generali polacchi si dimisero e lasciarono l'esercito.
In un gesto di addio, i soldati del principe espressero la loro gratitudine verso il generale facendo coniare una medaglia commemorativa e scrivendo alla madre del principe a Praga, ringraziandola per aver donato loro un figlio così grande. Poniatowski lasciò Varsavia per Vienna, da dove sfidò ripetutamente a duello il leader della confederazione Szczęsny Potocki. Tuttavia, le autorità russe vollero che fosse allontanato ulteriormente dalla Polonia e il timoroso re fece pressione affinché obbedisse. Poniatowski lasciò Vienna per recarsi in Europa occidentale, che a quel tempo era in preda ai tumultuosi eventi della Rivoluzione francese.
Nel 1792 in una lettera allo zio re, il principe Józef scrisse che per salvare il paese avrebbe dovuto già all'inizio di questa campagna (poiché non era adeguatamente preparata militarmente) sollevare l'intero paese, guidare la nobiltà a cavallo, armare le città e concedere la libertà ai contadini. La guerra polacco-russa fece seguito alla seconda divisione della Polonia. A questa seguirono quattro decenni d'intense guerre volte a preservare l'indipendenza della Polonia.
Stanislao scrisse a suo nipote nella primavera del 1794, esortandolo a tornare in Polonia e offrirsi volontario per il servizio sotto il suo ex subordinato Kościuszko, in quella che divenne nota come l'insurrezione di Kościuszko. Poniatowski tornò con Wielhorski presentandosi in servizio al campo del collega Kościuszko vicino a Jędrzejów il 27 maggio. Kościuszko propose un piano in cui il principe Józef avrebbe dovuto guidare l'insurrezione in Lituania. Tuttavia, Poniatowski non volendo essere così lontano da suo zio, che aveva bisogno di lui, rifiutò.
Lo stesso Poniatowski partecipò a combattimenti a Varsavia e dintorni; come comandante di divisione combatté a Błonie tra il 7 e il 10 luglio, e compì una diversione contro le forze prussiane a Marymont il 26-27 luglio. Durante l'assedio prussiano della città, Mokronowski fu inviato in Lituania per sostituire il malato Wielhorski e Poniatowski ricevette l'incarico di difendere Varsavia.
Tra il 5 e il 10 agosto, in una serie di scontri vittoriosi, strappò ai prussiani la regione di Góry Szwedzkie per poi perderla dopo un paio di settimane in un contrattacco, per il quale, nonostante gli avvertimenti di Kościuszko, non si preparò adeguatamente. In ottobre guidò le sue truppe in inferiorità numerica in un attacco alle trincee prussiane sul fiume Bzura, che, a costo di pesanti perdite, tenne impegnati i prussiani e salvò il corpo di Dąbrowski, consentendogli di tornare a Varsavia.
Durante il corso della guerra e della rivoluzione, il principe si sentì alienato dalle azioni e dall'influenza dell'ala radicale guidata da Hugo Kołłątaj, mentre la cooperazione militare tra lui, Dąbrowski e Józef Zajączek non fu quella che aveva sperato, questa oltretutto peggiorò dopo la cattura di Kościuszko nella battaglia di Maciejowice.
Fallita l'insurrezione, Poniatowski rimase per un po' a Varsavia, le sue proprietà furono confiscate, ma avendo rifiutato un posto nell'esercito russo e non volendo rispettare le condizioni che le autorità russe volevano imporgli, gli fu ordinato di lasciare la capitale polacca e nell'aprile 1795 si trasferì nuovamente a Vienna. La rivolta di Kościuszko portò alla terza (e ultima) divisione della Polonia.
Il 1796 vide la morte di Caterina II di Russia. Suo figlio, lo zar Paolo I, restituì le proprietà a Poniatowski e cercò nuovamente di assumerlo nell'esercito russo. Appartenente alla famiglia nobiliare dei Poniatowski, come scusa il principe Józef affermò di essere (a causa di ferite passate) in condizioni di salute estremamente precarie.
Nel 1798, Stanislao morì a San Pietroburgo. Poniatowski lasciò Vienna per andare ad assistere al funerale dello zio e per provvedere alla corretta disposizione delle finanze, dell'eredità e degli obblighi del defunto re. Rimase a San Pietroburgo per diversi mesi, quindi, essendo in buoni rapporti con lo zar Paolo e la sua corte, tornò in Polonia, nelle sue tenute a Varsavia, che a quel tempo erano sotto controllo prussiano.
Qui fino al 1806 Poniatowski visse una vita privata di feste e giochi, politicamente poco attiva, scioccando spesso l'opinione pubblica con la condotta propria e dei suoi amici. La sua famiglia era gestita rigorosamente da Henrietta Vauban, una donna anziana che aveva portato da Vienna e che apparentemente era in grado di esercitare una grande influenza sul principe.
Le sue residenze furono aperte a varie personalità. Il futuro re Luigi XVIII, fratello del re di Francia Luigi XVI ghigliottinato dalla rivoluzione, in cerca di asilo politico per la sua famiglia e la sua corte, fu ospite di Poniatowski al Palazzo Łazienki per alcuni anni dopo il 1801. Nel 1802, assalito da problemi legali dovuti alla successione di suo zio, Poniatowski fece un viaggio a Berlino, dove rimase per mesi e stabilì cordiali rapporti personali con la famiglia reale prussiana.
Il principe Józef non si sposò mai; ebbe due figli con due delle sue amanti: il primo, Józef Szczęsny Poniatowski (1791–1860), dalla cantante celibe Zelia Sitańska e Karol Józef Maurycy Poniatowski (1809–1855) dalla sposata Zofia Czosnowska, contessa di Potocka.
In seguito alla vittoria di Napoleone nella battaglia di Jena e alla conseguente evacuazione da parte della Prussia delle sue province polacche, nel novembre 1806 Poniatowski fu invitato dal re prussiano Federico Guglielmo III ad assumere la carica di governatore di Varsavia, a cui acconsentì; assunse anche il comando della guardia municipale della città e delle milizie cittadine. Tutto ciò si rivelò una carica provvisoria di breve durata, perché il rapido susseguirsi di eventi sulla scena europea presentò ai polacchi nuove opportunità e impose loro nuove scelte.
Alla fine di quell'anno Gioacchino Murat e le sue forze entrarono in Varsavia e Poniatowski dovette definire il suo ruolo all'interno di questa nuova realtà politica. Ci vollero lunghe trattative con Murat e la persuasione di Józef Wybicki, che esortò il principe a sfruttare l'occasione, prima che l'opportunità sfuggisse, ma prima della fine dell'anno Poniatowski venne dichiarato da Murat "capo delle forze militari" e guidò il dipartimento militare per conto delle autorità francesi. Dąbrowski, che era la scelta di molti veterani polacchi delle legioni polacche e dell'insurrezione di Kosciusko, nonché di Zajączek, furono aggirati, anche se entrambi avevano servito sotto Napoleone quando Poniatowski era inattivo. Il 14 gennaio 1807, per decreto dell'imperatore, fu creata la Commissione governativa di Varsavia sotto Stanisław Małachowski, e all'interno di questa struttura Poniatowski divenne ufficialmente Direttore del Dipartimento della Guerra e iniziò a organizzare l'esercito polacco.
Nel luglio 1807 fu creato il Ducato di Varsavia. Poniatowski il 7 ottobre ne divenne Ministro della Guerra e Capo dell'Esercito (minister wojny i naczelny wódz wojsk Ks. Warszawskiego), mentre Napoleone, che ancora non si fidava di lui, lasciò il comando militare supremo nelle mani di Davout fino all'estate del 1808. Poniatowski divenne ufficialmente comandante in capo il 21 marzo 1809. Il ministro della Guerra si dedicò completamente alla creazione e allo sviluppo di questo nuovo esercito polacco. L'esercito del Ducato esisteva e operò nelle circostanze più difficili e il suo successo dipendeva in gran parte dalle capacità militari e politiche del comandante in capo. Ad esempio, era gravemente sottofinanziato e la maggior parte delle unità militari furono tenute da Napoleone fuori dal paese, per essere utilizzate in numerose campagne, motivo per cui il principe Józef aveva a disposizione una forza piuttosto piccola durante la guerra del 1809.

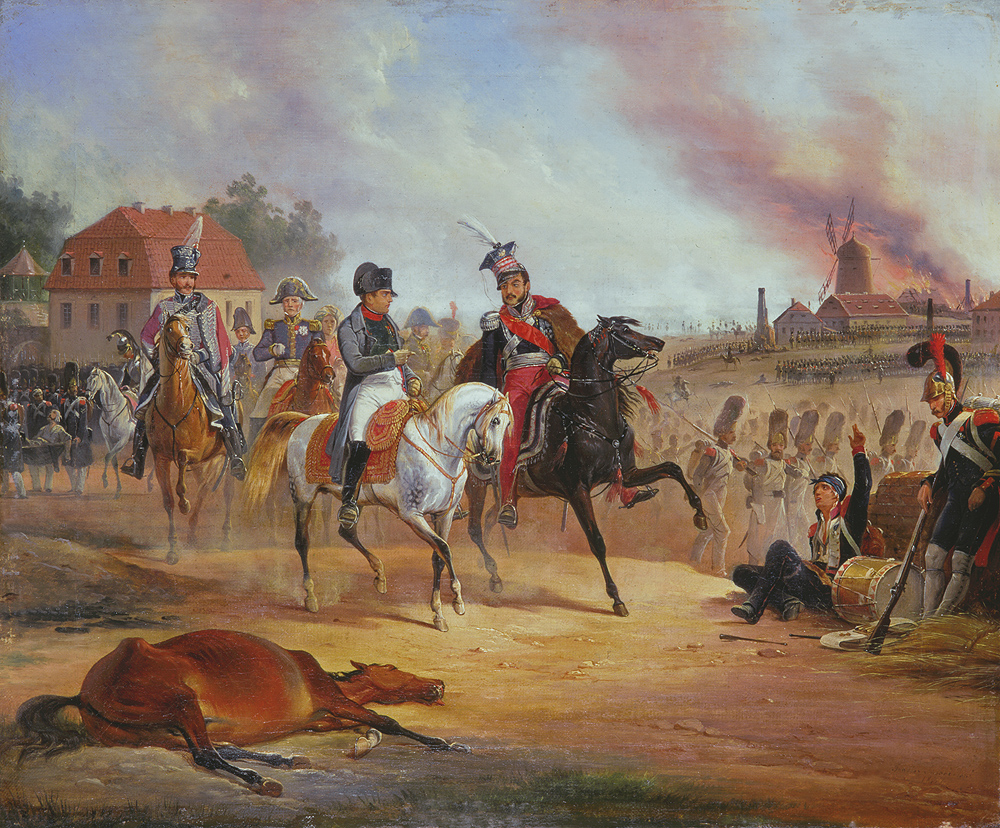
Napoleone e Józef Poniatowski alla battaglia di Lipsia, dipinto di Janvier Suchodolski

Nella primavera del 1809 Poniatowski guidò il suo esercito contro l'invasione austriaca del Ducato sotto l'arciduca Ferdinando Carlo Giuseppe d'Austria-Este, nella guerra che era considerata dagli alti comandi austriaci un elemento cruciale della loro lotta con la Francia napoleonica. Nella sanguinosa battaglia di Raszyn vicino a Varsavia il 19 aprile, dove guidò personalmente i suoi uomini in una carica alla baionetta (durante la sua carriera ne fece un certo numero), le forze polacche al comando di Poniatowski combatterono fino a fermare una forza austriaca numericamente doppia. In seguito però decise di non difendere Varsavia e si ritirò con le sue unità sulla sponda orientale del fiume Vistola, nel sobborgo fortificato di Praga, che gli austriaci attaccarono, ma furono sconfitti a Grochowo il 26 aprile. Una divisione austriaca attraversò nuovamente la Vistola cercando d'inseguire i polacchi, ma venne sconfitta il 2 maggio a Góra Kalwaria in un audace attacco guidato dal generale Michał Sokolnicki. Ferdinando fece un altro paio di tentativi, cercando di stabilire una testa di ponte dall'altra parte della Vistola, ma quelli furono sconfitti, il che lasciò l'iniziativa nelle mani di Poniatowski. Da lì avanzò rapidamente verso sud, rimanendo vicino alla Vistola per controllare la situazione e conquistando vaste aree della Galizia, zona che l'Austria aveva acquisito durante le spartizioni della Polonia. Il 14 maggio Lublino fu presa, il 18 Sandomierz venne fortificata e vigorosamente difesa. Il 20 la fortezza di Zamość venne catturata insieme a 2 000 soldati e 40 cannoni, il 27 maggio fu presa anche più a est Leopoli. Questi sviluppi militari costrinsero gli austriaci a ritirarsi da Varsavia, una controffensiva della loro forza principale portò alla riconquista di Sandomierz il 18 giugno.
Ma Poniatowski nel frattempo si spostò a ovest della Vistola e il 5 luglio, giorno della battaglia di Wagram, la sua nuova offensiva diretta a sud, a Cracovia ebbe inizio da Radom. Arrivò lì il 15 luglio, e mentre gli austriaci demoralizzati e incapaci di una difesa efficace cercavano di consegnare la città ai russi, Poniatowski a questo punto non doveva essere sconfitto o intimidito: vide un'unità di cavalleria di ussari russi in formazione di attacco che bloccava la strada che portava al ponte sulla Vistola e vi cavalcò contro con il suo cavallo.
La maggior parte delle terre riconquistate alla stato polacco, con l'eccezione della regione di Leopoli, furono incorporate nel Ducato attraverso il trattato di pace del 14 ottobre 1809. Lo stesso principe Józef, celebrato dagli abitanti dell'antica capitale reale della Polonia, rimase a Cracovia fino alla fine di dicembre, supervisionando il governo provvisorio della Galizia in vigore dal 2 giugno al 28 dicembre. Gli austriaci continuarono a chiedere il ritorno di Cracovia e sentiva che la sua presenza era la migliore garanzia che la città sarebbe rimasta in mani polacche.

### La campagna di Russia
Nell'aprile 1811 Poniatowski si recò a Parigi, dove rappresentò Federico Augusto (re di Sassonia e duca di Varsavia) alle cerimonie di battesimo del figlio di Napoleone. Rimase lì per quattro mesi e lavorò con l'imperatore e i suoi generali sui piani per l'invasione della Russia. Cercò di convincere i colleghi francesi che la rotta meridionale, che passava per l'Ucraina, avrebbe fornito i maggiori vantaggi. Non solo la regione era più calda, ma la nobiltà polacca, che dopo le spartizioni della Polonia ora si trovava in territorio russo, si sarebbe unita e si poteva sostenere la possibile azione turca contro la Russia, che era il teatro più vantaggioso per la guerra imminente. Napoleone respinse l'idea, così come lo scenario di riserva, secondo il quale Poniatowski avrebbe seguito tale percorso da solo con il corpo polacco, sperando di conquistare queste aree precedentemente polacche con l'aiuto previsto da una rivolta polacca ivi pianificata. Per la campagna di Russia del 1812 Poniatowski divenne comandante del V Corpo della Grande Armata - con quasi 100 000 forze polacche nella Grande Armée fu il più grande sforzo militare polacco prima del XX secolo.
Il periodo iniziale dell'offensiva, quando Poniatowski fu posto sotto la direzione di Girolamo Bonaparte, fu sprecato, ma dopo che il fratello di Napoleone lasciò Poniatowski fu brevemente incaricato dell'ala destra della Grande Armée. Combattendo all'avanguardia nell'avanzata a Mosca si distinse in numerose battaglie. Il 17 agosto a Smolensk guidò personalmente l'assalto dei suoi corpi alla città. Il 7 settembre a Borodino il V Corpo fu coinvolto nella lotta di un giorno sul Tumulo Utitza, che fu finalmente conquistato verso sera, preso d'assalto da tutto il corpo, nuovamente guidato dal principe Józef. Il 14 settembre i soldati polacchi furono i primi a entrare nella capitale russa; a quel tempo però Poniatowski, a differenza di Napoleone, era convinto che la campagna fosse condannata. Il corpo polacco combatté le battaglie a Chirikovo il 29 settembre e Vinkovo il 18 ottobre, dove Poniatowski salvò Murat da una completa sconfitta da parte delle forze di Kutuzov.
A guardia della ritirata della Grande Armée, Poniatowski rimase gravemente ferito durante la battaglia di Viazma il 29 ottobre. Il 3 novembre le sue condizioni lo costrinsero a rinunciare al comando. Continuò poi il viaggio verso ovest in una carrozza con due aiutanti feriti. Alla battaglia della Beresina evitarono a malapena di essere catturati dai russi e il 12 dicembre, arrivarono a Varsavia.

### Campagna tedesca e morte

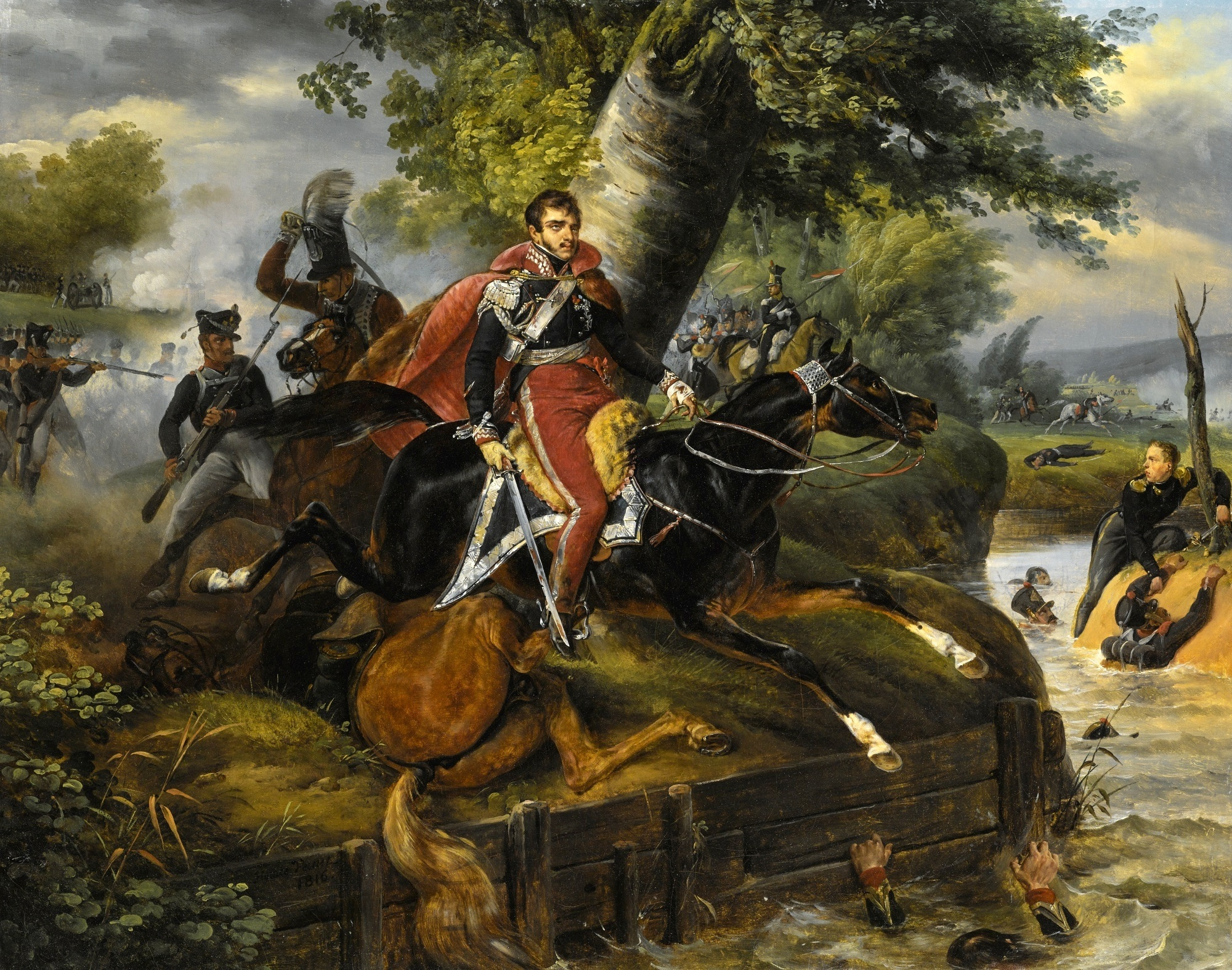
La morte del Principe Poniatowski, Horace Vernet

Dopo la disastrosa ritirata, e mentre si stava riprendendo dalle ferite, Poniatowski intraprese rapidamente la ricostruzione dell'esercito polacco dopo la campagna di Mosca. Quando molti leader polacchi iniziarono a vacillare nella loro fedeltà all'imperatore francese, Poniatowski si oppose e rimase fedele a Napoleone, anche quando lo zar Alessandro I offrì l'amnistia e propose una futura cooperazione. Con il nuovo esercito solo parzialmente completato, il 5 febbraio, mentre l'esercito russo stava per entrare a Varsavia, le unità polacche si mossero, non sicure del loro scopo immediato. Alla fine raggiunsero Cracovia, dove rimasero per alcune settimane a prepararsi. Il 7 maggio, mentre i russi si avvicinarono di nuovo, il principe Józef e il suo esercito lasciarono Cracovia, attraversarono la Boemia, dove, come VIII Corpo, sorvegliarono i passi montani della Boemia e difendevano la riva sinistra del fiume Elba, verso la Sassonia. Le forze totali con cui si unì a Napoleone durante l'armistizio erano 22 000, che includevano una piccola divisione di Dąbrowski operante separatamente.

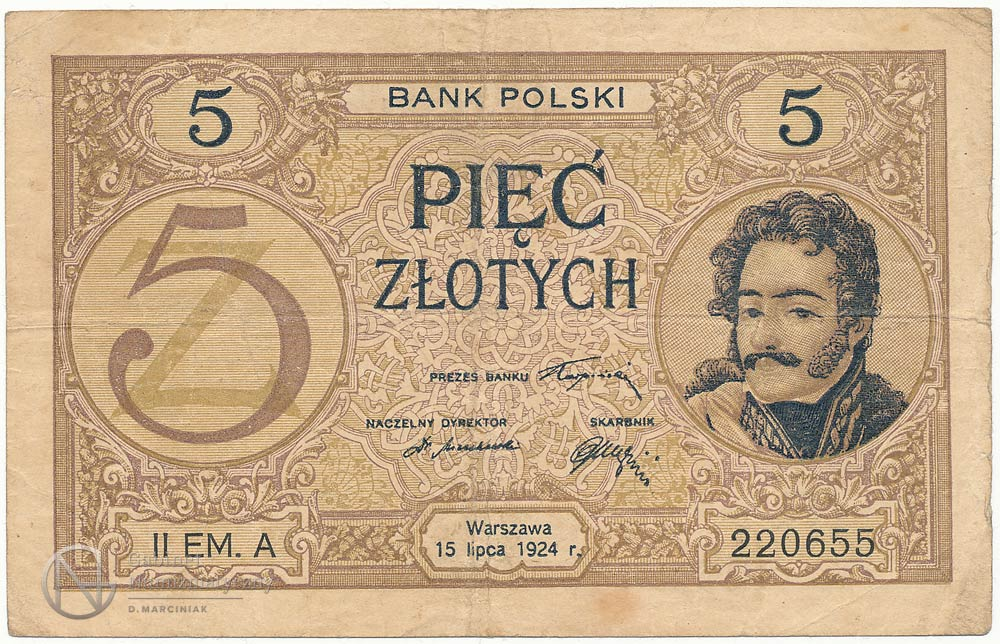
Banconota da 5 złotych con Józef Poniatowski, 1924

Il corpo vinse le battaglie di Löbau il 9 settembre, di Zedtlitz il 10 ottobre, dove il generale Pahlen tentò di fermare il loro movimento verso Lipsia, ma fu sconfitto in una carica di cavalleria guidata da Poniatowski. Il 12 ottobre stava per sedersi con Murat al tavolo della colazione, quando furono sorpresi dalle unità nemiche. Poniatowski salì a cavallo, sfondò le linee nemiche (ricevendo una ferita superficiale al braccio) e tornò con un'altra tempestiva carica di cavalleria, salvando la situazione. Come ricompensa per i suoi servizi, il 16 ottobre, durante la battaglia di Lipsia, Poniatowski fu nominato maresciallo dell'Impero e incaricato di coprire la ritirata dell'esercito francese. Difese Lipsia, perdendo metà del suo corpo nel tentativo, ricadendo infine lentamente su un ponte sul fiume Elster Bianco, vicino a Lipsia. Nella confusione generale, i francesi fecero saltare in aria il ponte prima che potesse raggiungerlo. Poniatowski cercò di fuggire attraverso l'Elstermühlgraben ma, gravemente ferito, annegò nel fiume.
Il culto di Poniatowski si sviluppò dopo la sua morte: versione polacca della leggenda napoleonica. I suoi resti furono trasportati in Polonia nel 1817 e sepolti vicino al castello di Wawel a Cracovia, dove giace accanto a Tadeusz Kościuszko e Giovanni III Sobieski.

## Onorificenze

Stemma di Poniatowski

## Nella cultura di massa

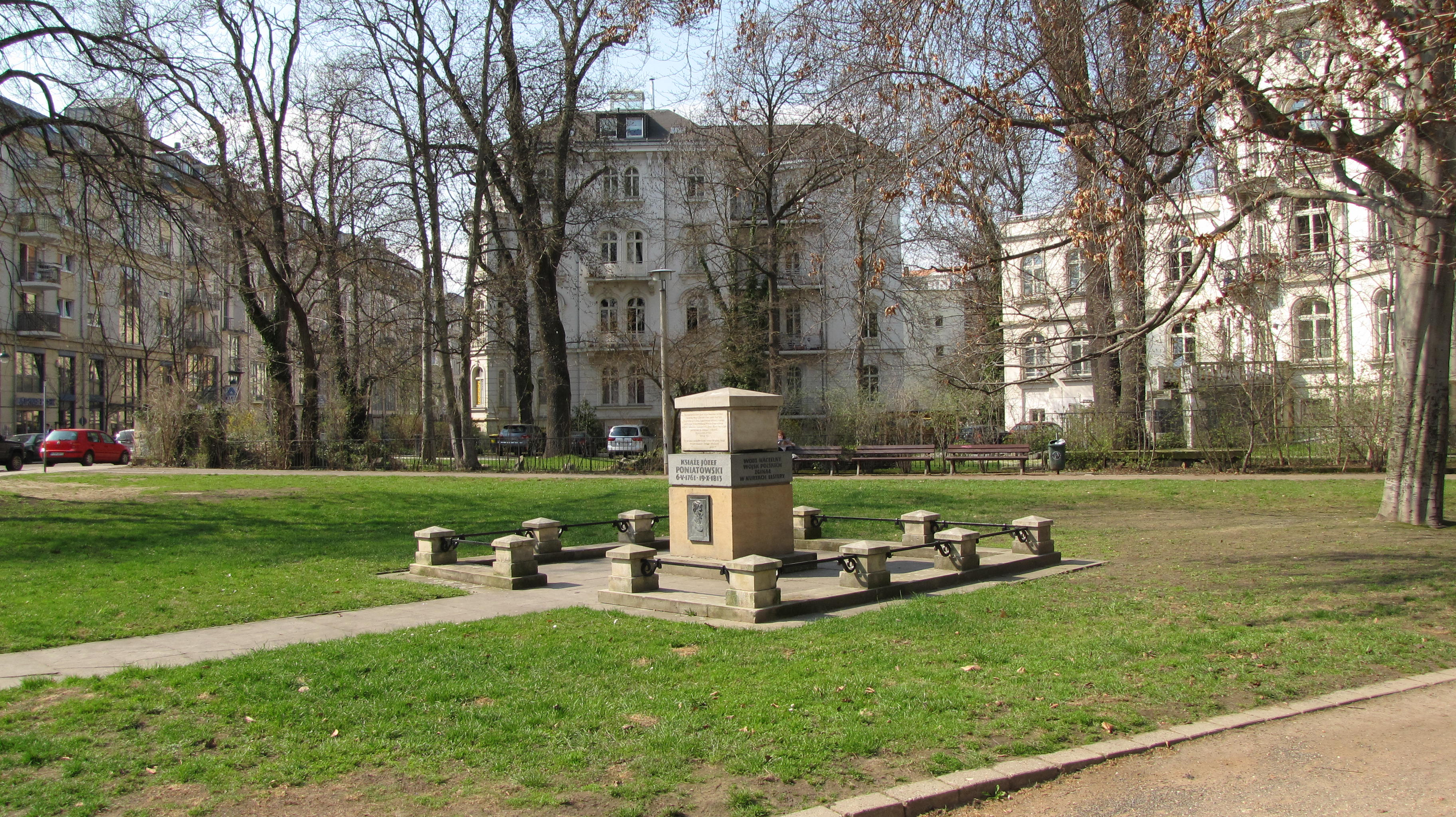
Monumento a Poniatowski a Lipsia

- Nel 1829 fu eretto a Varsavia il suo monumento di Bertel Thorvaldsen. Fu distrutto durante la seconda guerra mondiale, ma una copia recente, il Monumento al principe Józef Poniatowski, è ancora in piedi davanti al palazzo presidenziale di Varsavia.[9][10]Statua equestre del principe Józef Poniatowski di Bertel Thorvaldsen (copia dell'originale distrutto), di fronte al Palazzo Presidenziale, Varsavia

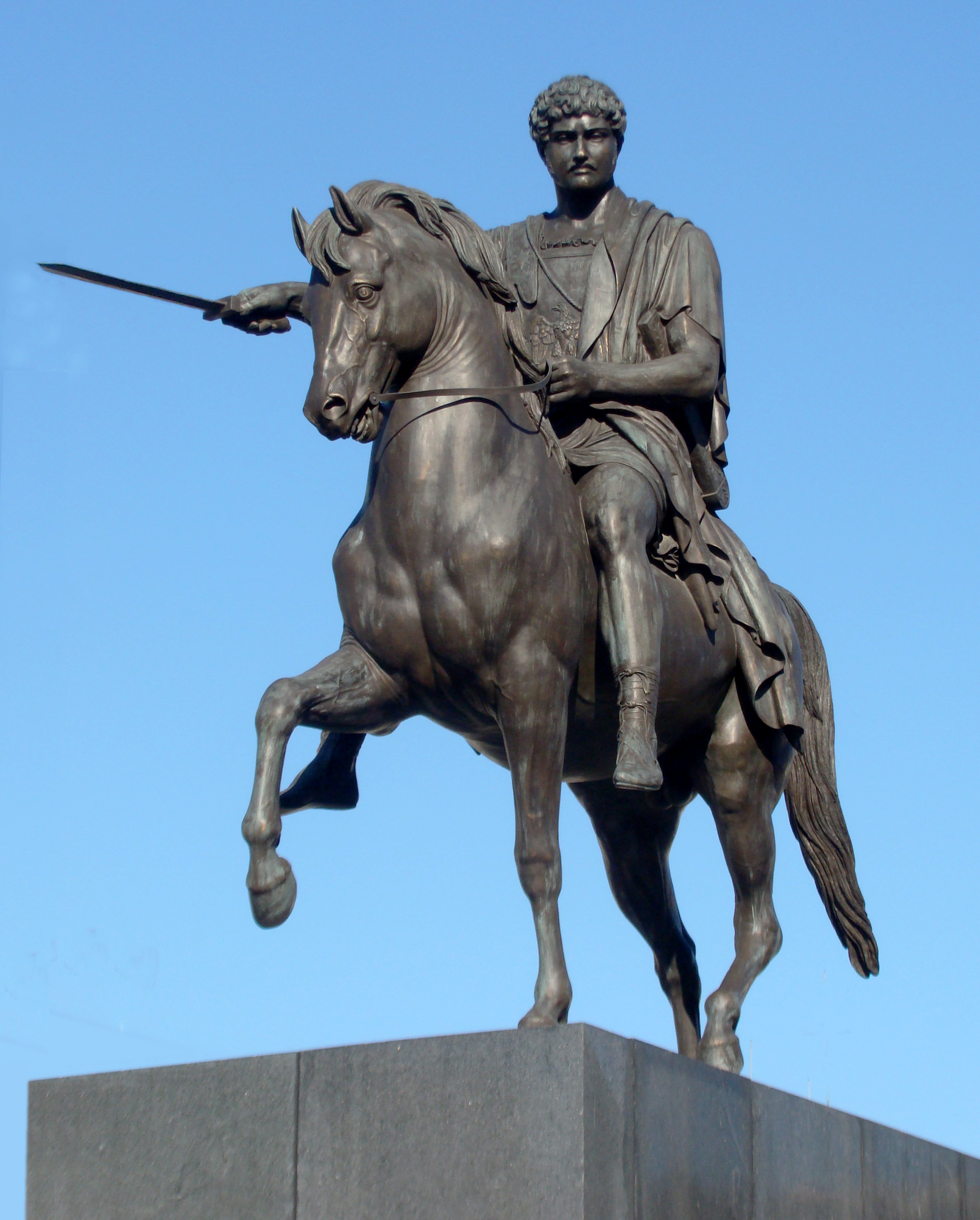
Statua equestre del principe Józef Poniatowski di Bertel Thorvaldsen (copia dell'originale distrutto), di fronte al Palazzo Presidenziale, Varsavia

- Il principe Józef Antoni Poniatowski è il protagonista della serie manga Ten no hate made - Porando hishi, creata da Riyoko Ikeda.
- Poniatowski non si sposò mai ed ebbe solo figli illegittimi. Tra i suoi parenti in vita c'è Elena Poniatowska, giornalista messicana.[11]
- È una delle figure immortalate nel dipinto di Jan Matejko del 1891, Costituzione del 3 maggio 1791.[12]
- Fu fonte d'ispirazione per i combattenti polacchi durante una serie di conflitti armati, soprattutto durante la Rivolta di novembre del 1830, molti dei capi della ribellione avevano prestato servizio sotto il comando di Poniatowski durante le guerre napoleoniche. Il Ducato di Varsavia, creato da Napoleone e difeso da Poniatowski, rimase come stato polacco residuo fino alla fine del periodo delle Partizioni.
- Uno squadrone di bombardieri polacchi, intitolato a Poniatowski, prese parte alle operazioni aeree durante la seconda guerra mondiale. Era 304 mq. Squadrone di bombardieri polacchi della RAF Land of Silesia (Ziemi Śląskiej im. Ks. Józefa Poniatowskiego) che ha pilotato principalmente bombardieri Fairey Battle, Vickers Wellington, Vickers Warwick e Handley Page Halifax. Il loro campo d'aviazione di base era principalmente RAF Chivenor nel Devon.
- Lo storico gallese-polacco Norman Davies ha scritto:

(Norman Davies)